# Costalimada
Costalimada is een geslacht van halfvleugelig insecten uit de familie witte vliegen (Aleyrodidae), onderfamilie Aleurodicinae.
De wetenschappelijke naam Costalimada is wetenschappelijk geïntroduceerd door Jon H. Martin in 2011.
Costalimada is monotypisch en omvat alleen de soort Costalimada brasiliensis.